# Pitkälahti (sjö i Outokumpu, Norra Karelen)
Pitkälahti är en sjö i kommunen Outokumpu i landskapet Norra Karelen i Finland. Arean är 14 hektar och strandlinjen är 2,41 kilometer lång.  Den  ingår i Vuoksens huvudavrinningsområde.  Sjön ligger omkring 29 kilometer väster om Joensuu och omkring 360 kilometer nordöst om Helsingfors. 
I sjön finns ön Likosaari (halvö). Öster om Pitkälahti ligger Vekarusniemi. 